# Confederate
Confederate is een Amerikaans merk van motorfietsen.
De bedrijfsnaam is: Confederate Motorcycle Works, Baton Rouge, Louisiana.
Amerikaans motormerk dat rond 1994 werd opgericht door Matt Chambers. Confederate bouwde aanvankelijk machines die grote gelijkenis vertoonden met Harleys. Hoewel ook het (S&S-) blok als twee druppels lijkt op dat van een Harley, is alleen de startmotor van dat merk afkomstig. Tegenwoordig bouwt Confederate vrij eigenzinnige en experimentele modellen met een eigen gezicht.